# Saint-Martin-du-Tertre (Île-de-France)
Saint-Martin-du-Tertre è un comune francese di 2 533 abitanti situato nel dipartimento della Val-d'Oise nella regione dell'Île-de-France.

## Società

### Evoluzione demografica
Abitanti censiti

## Amministrazione

### Gemellaggi
- San Marcello Pistoiese, dal 1987